# Giardino Oreste del Buono
Il  giardino Oreste del Buono, fino al 2015 chiamato parco ex Motta, è un parco urbano di Milano, realizzato dal 2005 al 2010 sull'area in precedenza occupata dall'industria dolciaria "Motta".

## Descrizione
Il parco ha una superficie di 12 500 m², e fu realizzato come parte di un progetto urbanistico più esteso, comprendente anche alcuni edifici residenziali, e la trasformazione dell'ex palazzina direzionale nell'area espositiva WOW Spazio Fumetto.
Al centro dell'area verde è presente una grande scultura in forma di serpente, che rappresenta il biscione araldico, simbolo della città di Milano. La scultura riaffiora al di là di via Terenzio nei pressi del campo di pallacanestro.
Nella zona a sud c'è anche uno Skatepark.
Le principali specie arboree presenti sono l'acero riccio, l'ippocastano, il bosso comune, il bagolaro, il carpino, il cedro dell'Himalaya, il faggio, lo storace americano, la magnolia, il ciliegio da fiore giapponese, la farnia e il tiglio nostrano.
La cerimonia di intitolazione allo scrittore e giornalista Oreste Del Buono (1923-2003) si è tenuta sabato 11 aprile 2015.